# Тэм О’Шентер (поэма)

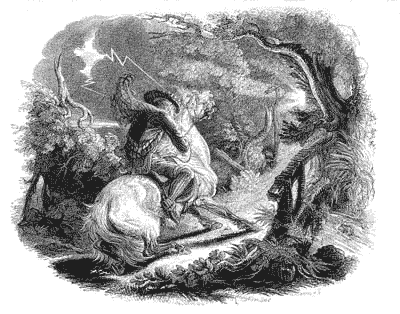
Тэм О’Шентер верхом на кобыле Мэг

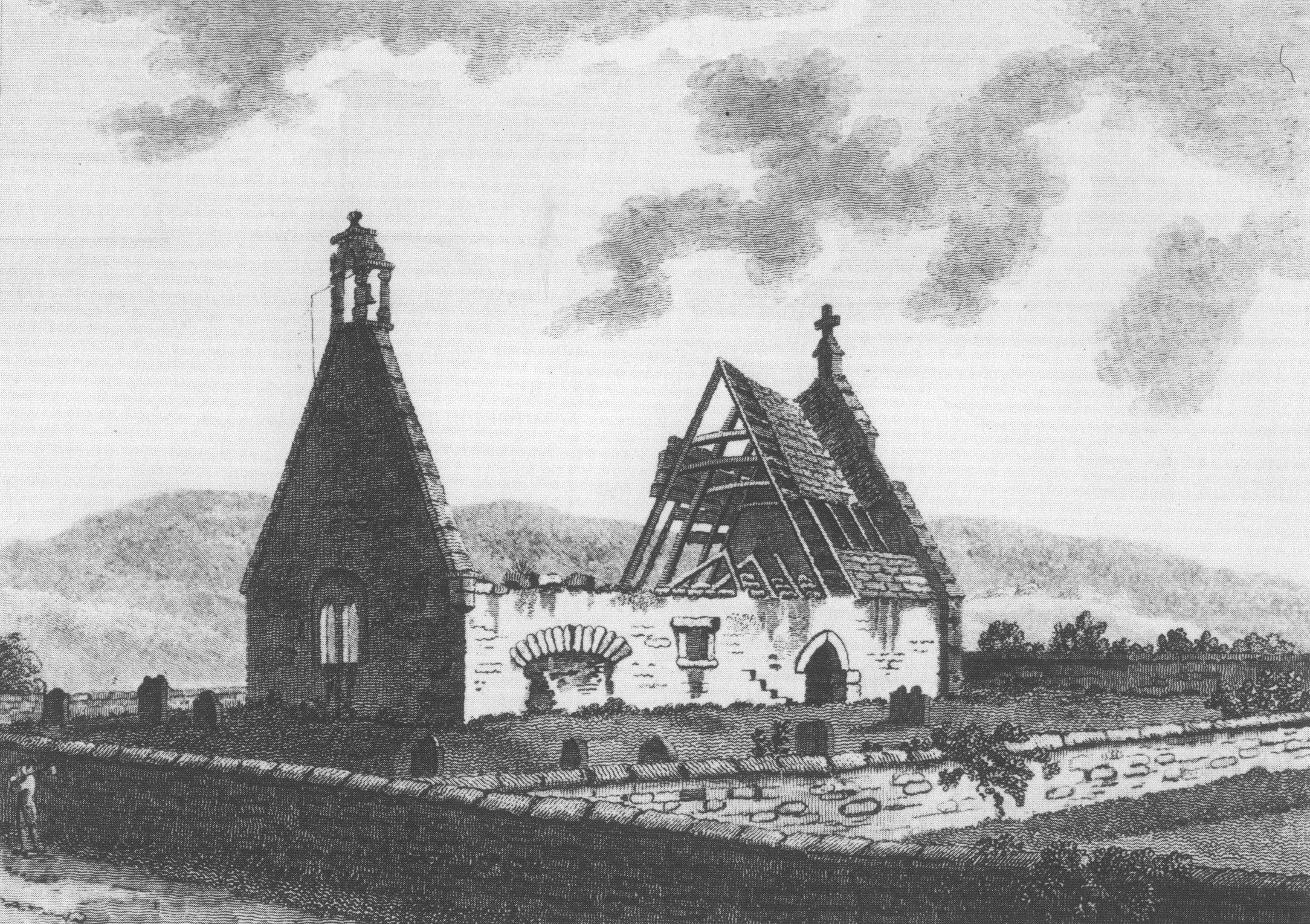
Руины церкви Аллоуэй на гравюре 1797 года

Тэм О’Шентер (англ. Tam o' Shanter) — поэма (с подзаголовком «повесть в стихах») шотландского поэта Роберта Бёрнса, написанная им в 1790 году и вышедшая из печати в 1791 году. Относящееся к готическому жанру поэтическое произведение пронизано юмором и присущим произведениям шотландского классика неиссякаемым жизнелюбием.

## Содержание
Повествование описывает историю, случившуюся с фермером Тэмом О’Шентером из окрестностей старинного городка Эйр. Это женатый мужчина средних лет, имеющий слабости. Наиболее нетерпимой из них — с точки зрения сварливой супруги, его «мудрой Кэтти» — является склонность к алкогольным напиткам. «Бездельник, шут, пропойца старый, / Не пропускаешь ты базара,/ Чтобы не плюхнуться под стол. / Ты пропил с мельником помол… / Смотри же: в полночь ненароком / Утонешь в омуте глубоком / Иль попадёшь в гнездо чертей / У старой церкви Аллоуэй!».
Как и в другие вечера, в этот Тэм заседал в трактире вместо со своим верным другом, сапожником Джоном за кружками пенистого эля. За окнами завывал ветер, сыпался град, а в гостиной пылал очаг, звучала музыка и песни. Будучи в отличном состоянии духа, Тэм даже завёл роман с трактирщицей. Но всему свой черёд. Пора и домой. Тэм выходит в бурю, седлает свою старушку-кобылу Мэг и отправляется в путь. Дождь хлещет, грязь хлюпает под копытами, а путь не близок. Тьма кругом, и за каждым кустом — кажется ему — путника подстерегает Дьявол собственной персоной. Тэм хоть и пьян, но трусит. Вот за поворотом видит он ту самую церковь, которой пугала его Кэтти — руины церкви Аллоуэй. Благоразумная кобыла Мэг отказывается приближаться к проклятому месту, но Тэма притягивают зловещие огни внутри, хохот, свист и стоны нечистых духов, справляющих там свой шабаш.
В церкви открывает он зрелище, от которого леденеет кровь в жилах. Распахиваются гробы, и из них выходят скелеты со звенящими кандалами на руках и ногах. Это трупы казнённых разбойников и отцеубийц, с обрывками верёвок на шеях и окровавленными кинжалами в скрюченных пальцах, вышли повеселиться при лунном свете. Вдоль разрушенных стен, в отсветах лунных лучей и под звуки дудок, в которые изо всех сил дуют черти, несутся в пляске сонмища ведьм, уродов и чудовищ. Их бешеный танец не из современных, а похож на те танцы древней Шотландии, о которых помнят только старики. Ведьмы дряхлы и костлявы, одеты в накидки, схожие с саванами, и лишь одна из них ещё молода и хороша собой. На юной колдунье тоже одна ночная, коротенькая рубашка (по-шотландски: катти-сарк). При виде нее Тэма охватывает пьяное чувство к этой чертовке-красавице, и он кричит на всю церковь «Ах ты, Короткая рубашка!».
Мгновенно воцаряется полная тишина, и всё адское сборище озирает нарушителя их празднества, а затем нечистая сила с воем кидается на несчастного. В ужасе бедная кобылка Мэг мчалась от этого дьявольского преследования с такой бешеной скоростью, какую не показывала никогда даже в свои лучшие юные годы. Вот за поворотом уже виднеется спасительный мост через реку  Дун , и если Тэм и Мэг его беспрепятственно минуют — то они будут в безопасности. Ведь фермер знает — как Нечистая сила ни могущественна, но пересечь текучую воду она не в силах. И вот уже лошадь на мосту, но в эту самую секунду из кустов выныривает та самая ведьма-красотка и хватает бедную Мэг за хвост! Из последних сил перепуганная кобыла рвётся вперёд и оказывается на другом берегу, оставив клок своего хвоста как добычу в руках у зловредной колдуньи.
Заканчивается повествование поучением читателю: «…Но если кто-нибудь из вас / Прельстится полною баклажкой / Или Короткою Рубашкой, — / Пусть вспомнит ночь, и дождь, и снег, / И старую кобылу Мэг» (везде указан перевод С. Я. Маршака).

## След в искусстве и истории
- Британская рок-группа Iron Maiden в 2003 году исполняет свой новый альбом Dance of Death (Танец смерти), являющийся музыкальным переложением поэмы Р.Бёрнса. Прежде эта группа выпускает свой (третий по счёту) альбом The Number of the Beast (Число Зверя, 1982) на эту же тему.
- Чайный клипер «Катти Сарк» был назван в честь героини этой поэмы, а на корме его развевался флаг с изображением молодой ведьмы с лошадиным хвостом в руках. Соответственно марка виски «Катти Сарк» получила своё название в честь знаменитого корабля. См. также: Катти Сарк (значения)
- Малкольм Арнольд пишет музыкальную увертюру (Op. 51a) на тему поэмы «Тэм О’Шентер» .
- Джордж Чедвик сочиняет симфоническую поэму по этому материалу.
- Шотландский традиционный берет Тэм-о-шентер получил своё название в честь героя Р.Бёрнса.